# Pyranosa
Pyranóza nebo pyranosa je souhrnné označení pro monosacharidy, které mají cyklickou strukturu tvořenou pěti uhlíkovými a jedním kyslíkovým atomem. Na tento kruh mohou být připojeny další atomy uhlíku (u více než pětiuhlíkatých monosacharidů). Název je odvozen od jejich podobnosti s kyslíkatým heterocyklem pyranem, ovšem pyranózový kruh neobsahuje dvojné vazby a podobá se tak spíše tetrahydropyranu. Tyto formy vznikají hlavně u hexóz a heptóz. Pyranóza, u níž byl anomerický hydroxyl (na prvním uhlíku) přeměněn na OR-skupinu, se nazývá pyranosid.
| Tetrahydropyran   |                                         |                                         |
| Název             | Tetrahydropyran                         | α-D-Glukopyranóza                       |
| Strukturní vzorec | Tetrahydropyran                         | α-Glukopyranóza                         |
|                   | Tetrahydropyranový kruh zvýrazněn modře | Tetrahydropyranový kruh zvýrazněn modře |

## Tvorba

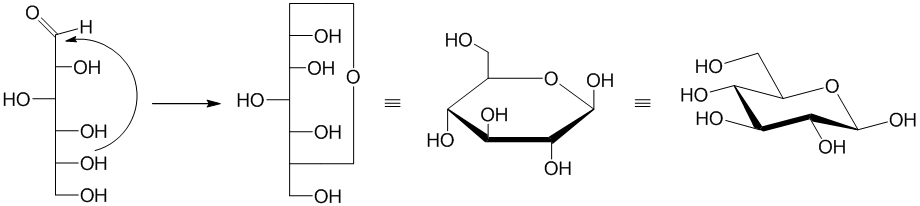
Tvorba beta-D-glukopyranosy

Pyranózový kruh se tvoří reakcí hydroxylové skupiny na pátém uhlíku s aldehydovou skupinou na prvním uhlíku, čímž vzniká vnitromolekulární poloacetal. Pokud reakce proběhne mezi aldehydem a hydroxylem na čtvrtém uhlíku, vznikne furanóza. Pyranózová forma je termodynamicky stabilnější než furanózová forma a tak v roztoku převažuje.

## Historie

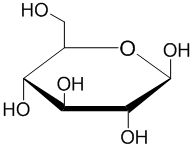
Haworthova projekce beta-D-glukopyranózy

Hermann Emil Fischer získal v roce 1902 Nobelovu cenu za chemii za jeho práci na určení struktury D-aldohexóz, ovšem lineární, nealdehydové struktury, které navrhl, tvoří jen nepatrná část molekul hexózových sacharidů v roztoku. Až Edmund Hirst a Clifford Purves, ve výzkumné skupině Waltera Hawortha, přesvědčivě ukázali, že hexózy se vyskytují převážně v pyranózové formě, tedy v šestičlenném kruhu. Haworth nakreslil tento kruh jako šestiúhelník se skupinami nad a pod rovinou kruhu - vytvořil tak Haworthovu projekci.

## Konformace
Pyranózy mohou vytvářet celkem 38 různých konformací.

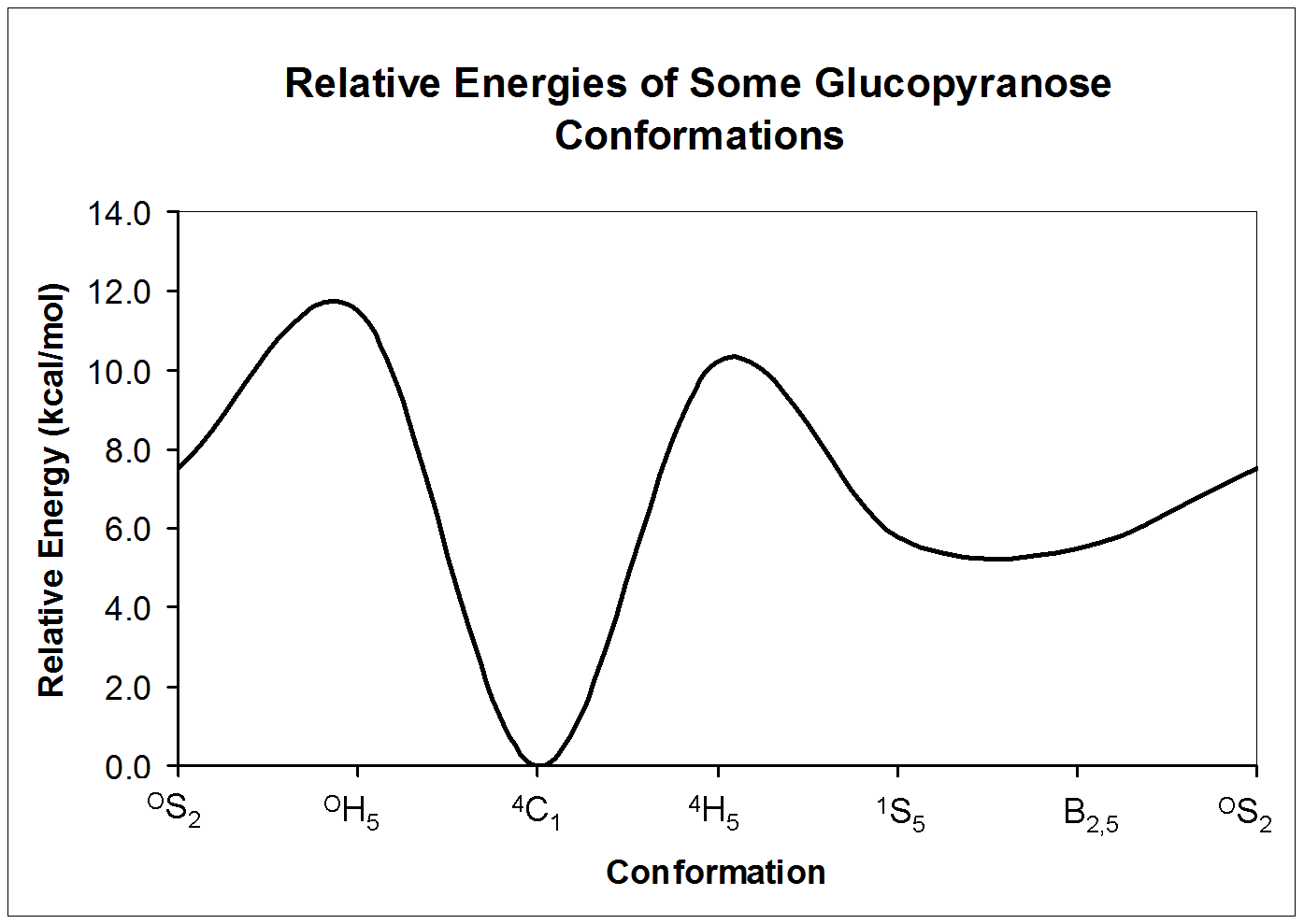
Relativní energie konfomerů beta-D-glukopyranosy

Konformace pyranóz jsou podobné jako u cyklohexanu.